# Dmitrij D'jačenko
Dmitrij D'jačenko (Voronež, 16 settembre 1972) è un regista russo.

## Filmografia parziale

### Regista
- Den' radio (2008)
- Kuchnja (2012)
- O čёm govorjat mužčiny (2010)
- O čёm eščё govorjat mužčiny (2011)
- Kuchnja v Pariže (2014)
- Poslednij bogatyr' (2017)
- Poslednij bogatyr': Koren' zla (2021)